# بيتر هينتون
بيتر هينتون هو عالم آثار كندي، ولد في القرن العشرين.